# Osman Nuri
Osman Nuri Pascha (* 1839 in Istanbul; † 1906 ebenda) war ein General und Maler zur Zeit des Osmanischen Reiches.

## Leben
Nuri trat 1853 in die Militär-Akademie Mektebi-i Harbiye ein. 1857 bekam er im Palast des Sultans eine Anstellung als Hofmaler. In dieser Aufgabe brachte er es bis zum Generalsrang. Er beteiligte sich als Heerführer im Krieg gegen Russland 1877. Zu seinen Tätigkeiten gehörte auch der Kunstunterricht an den militärischen Schulen Mektebi-i Harbiye und Kuleli. Nuri gehörte zu den Lehrern des Malers Hoca Ali Rıza (1858–1930).

## Werk

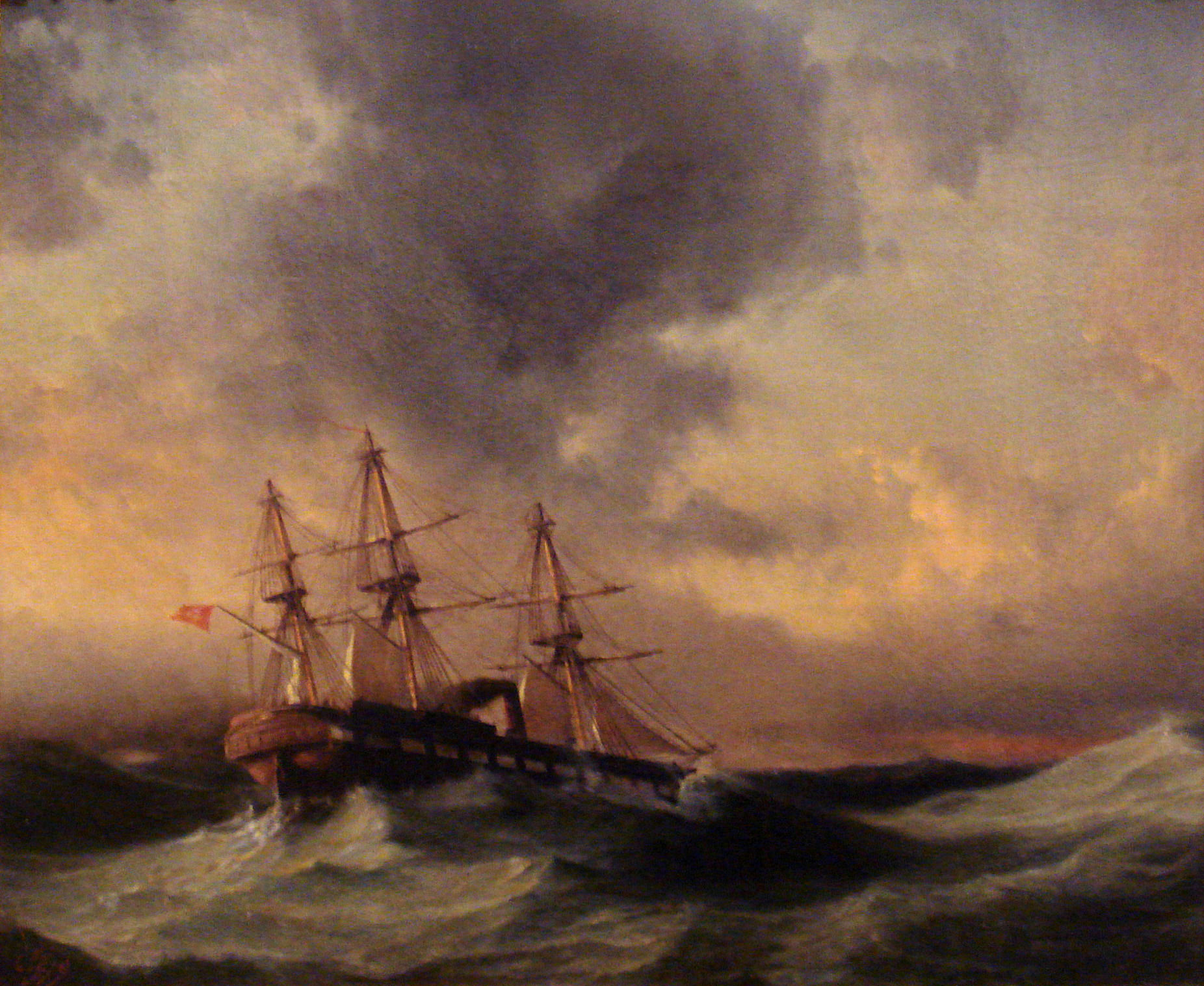
Untergang der Fregatte Ertuğrul

Nuri war einer der ersten türkischen Maler westlichen Stils, der für seine Bilder Ölfarben verwendete. Seine Bilder behandelten zumeist das Thema des Meeres. Wobei sich in seinen Bildern, die oft Seeschlachten und Kriegsschiffe darstellten, sein militärischer Hintergrund deutlich widerspiegelt. Zu seinen bekannteren Werken gehören der Untergang der Ertuğrul in der Tokioter Bucht und die Seeschlacht von Preveze. Die meisten seiner Gemälde hängen heute in dem Istanbuler Schiffahrtsmuseum und dem Militärmuseum von Istanbul.